# Kasper Jensen
Kasper Jensen (ur. 7 października 1982 w Aalborgu) – piłkarz duński (bramkarz), młodzieżowy reprezentant Danii w piłce nożnej.

## Kariera
Karierę seniorską rozpoczynał jako bramkarz w duńskim Aalborgu. Po roku przeniósł się do SønderjyskE Fodbold. W 2005 wyjechał za granicę, podpisując kontrakt z czołowym klubem Bundesligi - Werderem Brema. Zagrał tam jednak tylko jedno spotkanie.
Przed sezonem 2007/2008 przeniósł się do Carl Zeiss Jena. 24 sierpnia popełnił fatalny błąd, zdobywając bramkę samobójczą, w 86. minucie meczu z 1. FC Köln.
W barażach o wejście do 2. Bundesligi w sezonie 2008/2009 między SC Paderborn 07 i VFL Osnabrück obronił rzut karny przy stanie 0:0. SC Paderborn po wygraniu obu spotkań 1:0 awansował do 2. Bundesligi.
Od sezonu 2010/2011 występował w 1-ligowym klubie FC Midtjylland.